# Innenstadt (Fulda)
Die Fuldaer Innenstadt ist ein Stadtbezirk der osthessischen Stadt Fulda.

## Lage
Die Innenstadt bildet das Herzstück der Stadt Fulda. Die Innenstadt ist u. a. von den Stadtbezirken Nordend, Ostend und Südend umgrenzt.

## Allgemeines und Kultur
Das Barockviertel mit dem Stadtschloss und der Hauptwache gehört zur Innenstadt, ebenfalls die Altstadt mit ihren Fachwerkbauten.

## Infrastruktur und Verkehr
Die Innenstadt ist über Straßen aus allen Richtungen erreichbar. Zudem gibt es eine Reihe von Fußgängerzonen, beispielsweise die Bahnhofstraße.
Im Öffentlichen Personennahverkehr ist die Innenstadt grundsätzlich Ausgangspunkt aller Stadtbuslinien mit ihrem Busbahnhof am Stadtschloss auf dem Heertorplatz. Sämtliche Regionalbuslinien verkehren ab dem ZOB am Bahnhof. Nach Betriebsschluss der Stadtbusse stellen Anrufsammeltaxis den ÖPNV sicher.